# Фиджи на летних Олимпийских играх 1992
Фиджи принимали участие в Летних Олимпийских играх 1992 года в Барселоне (Испания) в восьмой раз за свою историю, но не завоевали ни одной медали. Сборную страны представляли 18 спортсменов (в том числе - 4 женщины), принимавшие участие в соревновавниях по дзюдо, лёгкой атлетике, парусному спорту и плаванию.

## Дзюдо
Спортсменов — 4
Мужчины
| Спортсмен          | Категория | 1/32                     | 1/16                       | 1/8                  | 1/4                  | 1/2                  | 1-й доп. раунд       | Утешит. четверть- финал | Утешит. полу- финал  | За 3 место           | Финал                |
| Спортсмен          | Категория | Соперник Результат       | Соперник Результат         | Соперник Результат   | Соперник Результат   | Соперник Результат   | Соперник Результат   | Соперник Результат      | Соперник Результат   | Соперник Результат   | Соперник Результат   |
| ------------------ | --------- | ------------------------ | -------------------------- | -------------------- | -------------------- | -------------------- | -------------------- | ----------------------- | -------------------- | -------------------- | -------------------- |
| Наканиэли Такаява  | До 78 кг  | Оливье Шафтер пор. иппон | Закончил выступление       | Закончил выступление | Закончил выступление | Закончил выступление | Закончил выступление | Закончил выступление    | Закончил выступление | Закончил выступление | Закончил выступление |
| Апороса Богинисоко | До 86 кг  | -                        | Джорджо Висмара пор. иппон | Закончил выступление | Закончил выступление | Закончил выступление | Закончил выступление | Закончил выступление    | Закончил выступление | Закончил выступление | Закончил выступление |

Женщины
| Спортсмен                  | Категория | 1/16               | 1/8                     | 1/4                   | 1/2                   | 1-й доп. раунд        | Утешит. четвертьфинал | Утешит. полуфинал     | За 3 место            | Финал                 |                       |
| Спортсмен                  | Категория | Соперник Результат | Соперник Результат      | Соперник Результат    | Соперник Результат    | Соперник Результат    | Соперник Результат    | Соперник Результат    | Соперник Результат    | Соперник Результат    |                       |
| -------------------------- | --------- | ------------------ | ----------------------- | --------------------- | --------------------- | --------------------- | --------------------- | --------------------- | --------------------- | --------------------- | --------------------- |
| Лайза Туифагалеле          | До 66 кг  | -                  | Клер Лека пор. дискв.   | Закончила выступление | Закончила выступление | Закончила выступление | Закончила выступление | Закончила выступление | Закончила выступление | Закончила выступление | Закончила выступление |
| Асенака Лесивакаруакитотоя | До 72 кг  | -                  | Улла Вербрюк пор. иппон | Закончила выступление | Закончила выступление | Закончила выступление | Закончила выступление | Закончила выступление | Закончила выступление | Закончила выступление | Закончила выступление |

## Лёгкая атлетика
Спортсменов — 7
Мужчины
| Спортсмен             | Вид                   | Забег     | Забег | Четвертьфинал | Четвертьфинал | Полуфинал | Полуфинал | Финал          | Финал     |
| Спортсмен             | Вид                   | Результат | Место | Результат     | Место         | Результат | Место     | Результат      | Место     |
| --------------------- | --------------------- | --------- | ----- | ------------- | ------------- | --------- | --------- | -------------- | --------- |
| Габриэли Коро         | 100м                  | 11,14     | 7     | Не прошёл     | Не прошёл     | Не прошёл | Не прошёл | Не прошёл      | Не прошёл |
| Габриэли Коро         | Прыжки в длину        | 7,22      | 41    | Не прошёл     | Не прошёл     | Не прошёл | Не прошёл | Не прошёл      | Не прошёл |
| Аписай Дриу Байбай    | 200м                  | 22,07     | 6     | Не прошёл     | Не прошёл     | Не прошёл | Не прошёл | Не прошёл      | Не прошёл |
| Аписай Дриу Байбай    | 400м                  | 47,81     | 5     | Не прошёл     | Не прошёл     | Не прошёл | Не прошёл | Не прошёл      | Не прошёл |
| Бинеш Прасад          | 10000м                | 31.46,19  | 28    | Не прошёл     | Не прошёл     | Не прошёл | Не прошёл | Не прошёл      | Не прошёл |
| Бинеш Прасад          | Марафон               |           |       |               |               |           |           | Не финишировал | -         |
| Альберт Миллер        | 110м с барьерами      | 14,88     | 8     | Не прошёл     | Не прошёл     | Не прошёл | Не прошёл | Не прошёл      | Не прошёл |
| Альберт Миллер        | Десятиборье           |           |       |               |               |           |           | 6971           | 24        |
| Аутико Даунакамакама  | 400м с барьерами      | 53,90     | 7     | Не прошёл     | Не прошёл     | Не прошёл | Не прошёл | Не прошёл      | Не прошёл |
| Давендра Пракаш Сингх | 3000м с препятствиями | 9.07,49   | 10    | Не прошёл     | Не прошёл     | Не прошёл | Не прошёл | Не прошёл      | Не прошёл |

Женщины
| Спортсмен       | Вид  | Забег     | Забег | Четвертьфинал | Четвертьфинал | Полуфинал | Полуфинал | Финал     | Финал     |
| Спортсмен       | Вид  | Результат | Место | Результат     | Место         | Результат | Место     | Результат | Место     |
| --------------- | ---- | --------- | ----- | ------------- | ------------- | --------- | --------- | --------- | --------- |
| Вакисева Тавага | 100м | 12,47     | 8     | Не прошёл     | Не прошёл     | Не прошёл | Не прошёл | Не прошёл | Не прошёл |
| Вакисева Тавага | 200м | 25,07     | 7     | Не прошёл     | Не прошёл     | Не прошёл | Не прошёл | Не прошёл | Не прошёл |

## Парусный спорт
Спортсменов — 4
Мужчины
| Класс          | Спортсмен                              | Гонка | Гонка | Гонка | Гонка | Гонка | Гонка | Гонка | Гонка | Гонка | Гонка | Результат | Место |
| Класс          | Спортсмен                              | 1     | 2     | 3     | 4     | 5     | 6     | 7     | 8     | 9     | 10    | Результат | Место |
| -------------- | -------------------------------------- | ----- | ----- | ----- | ----- | ----- | ----- | ----- | ----- | ----- | ----- | --------- | ----- |
| Солинг         | Дэвид Филп Колин Данлоп Колин Филп-ст. | 23    | 23    | 20    | 23    | 24    | 22    | -     | -     | -     | -     | 141       | 23    |
| Парусная доска | Энтони Филп                            | 1     | 25    | 10    | 16    | 9     | 2     | 9     | 17    | 23    | 22    | 150       | 10    |

## Плавание
Спортсменов — 3
Мужчины
| Спортсмен       | Вид                       | Заплыв    | Заплыв | Финал     | Финал     |
| Спортсмен       | Вид                       | Результат | Место  | Результат | Место     |
| --------------- | ------------------------- | --------- | ------ | --------- | --------- |
| Карл Проберт    | 50м вольный стиль         | 26,31     | 65     | Не прошёл | Не прошёл |
| Карл Проберт    | 100м вольный стиль        | 57,25     | 71     | Не прошёл | Не прошёл |
| Карл Проберт    | 200м вольный стиль        | 2.04,52   | 50     | Не прошёл | Не прошёл |
| Карл Проберт    | 100м на спине             | 1.04,52   | 50     | Не прошёл | Не прошёл |
| Карл Проберт    | 200м на спине             | 2.22,54   | 42     | Не прошёл | Не прошёл |
| Карл Проберт    | 100м баттерфляй           | 1.04,10   | 68     | Не прошёл | Не прошёл |
| Карл Проберт    | 200м комплексное плавание | 2.22,09   | 48     | Не прошёл | Не прошёл |
| Фой Гордон Чанг | 50м вольный стиль         | 28,75     | 70     | Не прошёл | Не прошёл |
| Фой Гордон Чанг | 100м вольный стиль        | 1.03,96   | 73     | Не прошёл | Не прошёл |
| Фой Гордон Чанг | 100м брасс                | 1.13,51   | 54     | Не прошёл | Не прошёл |
| Фой Гордон Чанг | 200м брасс                | 2.41,10   | 50     | Не прошёл | Не прошёл |

Женщины
| Спортсмен      | Вид                       | Заплыв    | Заплыв | Финал     | Финал     |
| Спортсмен      | Вид                       | Результат | Место  | Результат | Место     |
| -------------- | ------------------------- | --------- | ------ | --------- | --------- |
| Шэрон Пикеринг | 50м вольный стиль         | 28,90     | 47     | Не прошла | Не прошла |
| Шэрон Пикеринг | 100м вольный стиль        | 1.01,42   | 45     | Не прошла | Не прошла |
| Шэрон Пикеринг | 200м вольный стиль        | 2.12,43   | 34     | Не прошла | Не прошла |
| Шэрон Пикеринг | 100м баттерфляй           | 1.05,26   | 45     | Не прошла | Не прошла |
| Шэрон Пикеринг | 200м комплексное плавание | 2.30,11   | 40     | Не прошла | Не прошла |